# Carl Justi

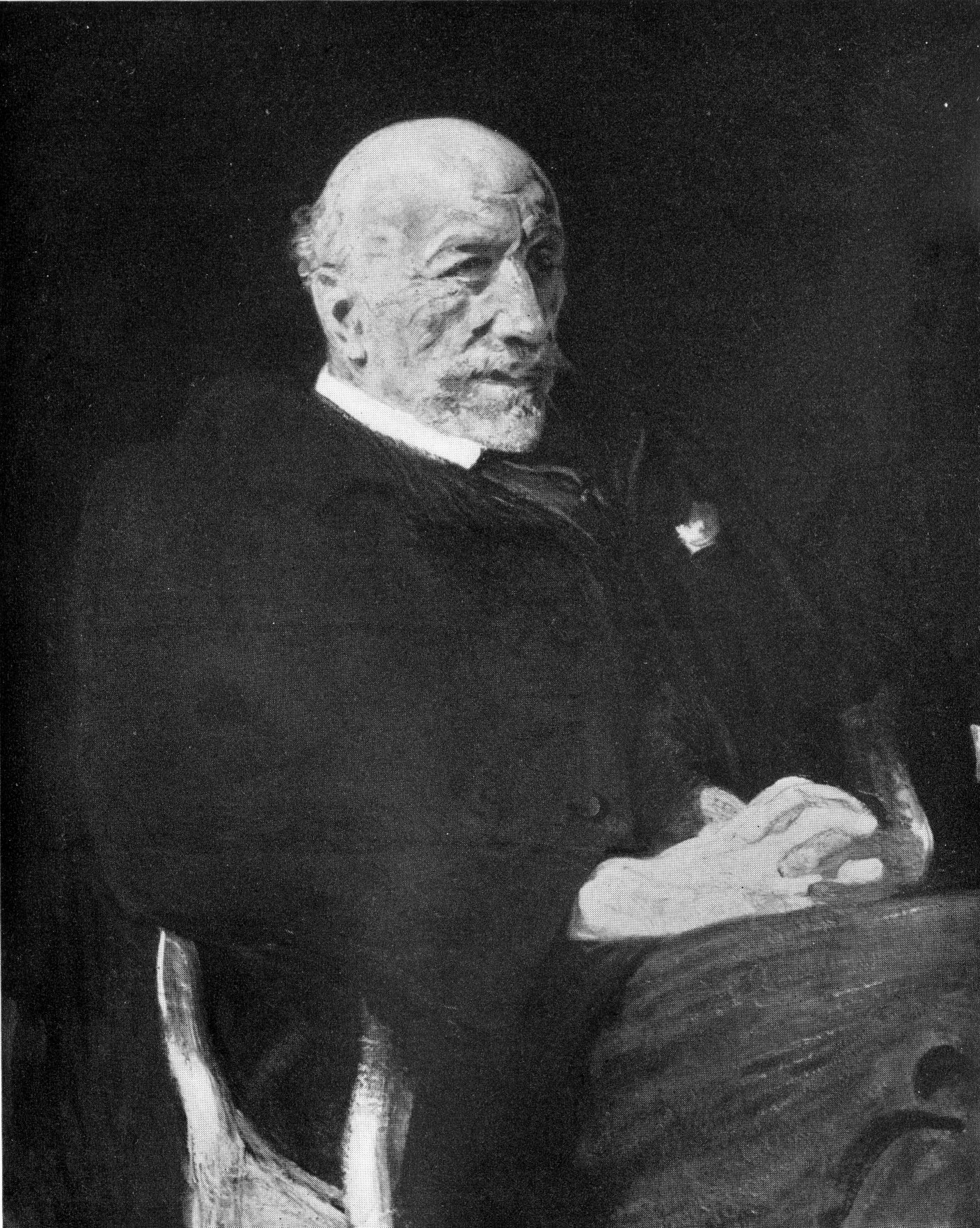
Carl Justi, Porträt von Reinhold Lepsius (1912)

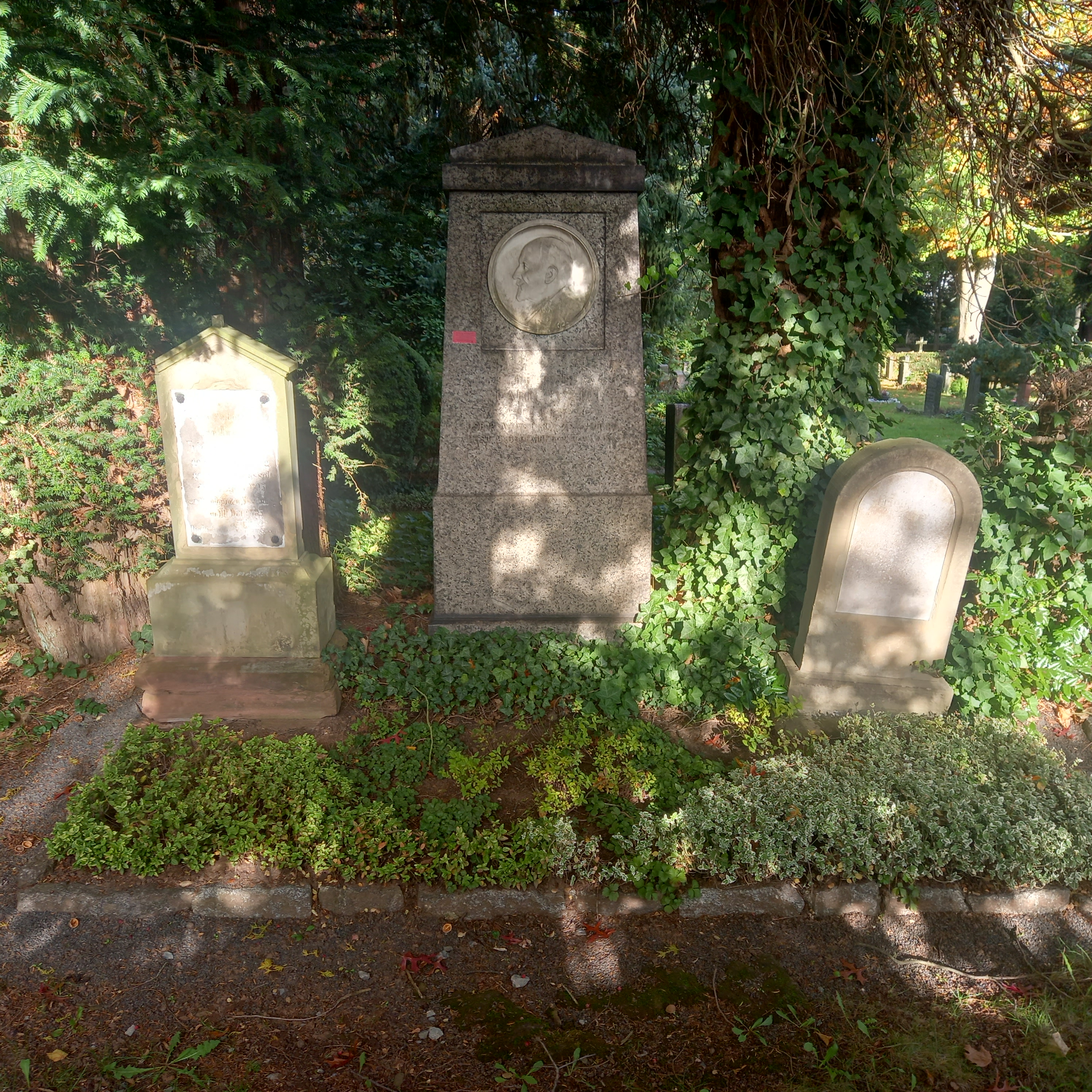
Das Grab von Carl Justi auf dem Hauptfriedhof Marburg (Foto: 2022)

Carl Justi (* 2. August 1832 in Marburg; † 9. Dezember 1912 in Bonn) war ein deutscher Philosoph und Kunsthistoriker.

## Leben
Carl Justi war einer der wenigen Kunsthistoriker, die sich im 19. Jahrhundert dem Studium und der Forschung der spanischen Kunstgeschichte widmeten. Nach seinem Abitur am Gymnasium Philippinum Marburg  studierte er Theologie und Philosophie in Berlin. Er wurde 1859 in Philosophie mit der Arbeit Die ästhetischen Elemente in der platonischen Philosophie promoviert. Anschließend lehrte er zunächst in Marburg. Justi widmete sich vor allem der Geschichte der Ästhetik seit der Antike. 1866 ernannte man ihn zum außerordentlichen Professor, 1869 zum ordentlichen Professor. 1871 wurde er für kurze Zeit nach Kiel versetzt. Er hatte schon früh Interesse an der neueren Kunstgeschichte, hielt Vorlesungen in diesem Fach und in Archäologie und reiste auch nach Italien, um dort seine Studien zu betreiben. Von 1872 bis 1901 war er Professor für Kunstgeschichte in Bonn.
Justi vertrat die in der zweiten Hälfte des 19. Jahrhunderts weit verbreitete kunsthistorische Auffassung, dass Kunstgeschichte im Wesentlichen Künstlergeschichte sei. Damit steht er in der Tradition der von Giorgio Vasari begründeten Vitenliteratur. Als sein Hauptwerk gilt die zweibändige Abhandlung über den spanischen Maler Diego Velazquez. Darüber hinaus schrieb er bedeutende Biographien über Winckelmann, Murillo und Michelangelo, die eine bis dato in der kunstgeschichtlichen Literatur nicht übliche Stofffülle und Darstellungsqualität hatten. Vom Kunstsammler Philipp von Stosch gab er Briefe heraus.
Über seinen jüngeren Bruder Ferdinand war er ein Onkel des Kunsthistorikers Ludwig Justi.

## Ehrungen
1902 wurde ihm der Orden Pour le mérite für Wissenschaft und Künste verliehen und 1912 wurde er zum Ehrenbürger der Stadt Bonn ernannt.
Justi zu Ehren wurde 1989 die „Carl-Justi-Vereinigung zur Förderung der kunstwissenschaftlichen Zusammenarbeit mit Spanien, Portugal und Iberoamerika e. V.“ ins Leben gerufen.
1971 wurde in Bonn die Carl-Justi-Straße nach ihm benannt.

## Werke
- Winckelmann: Sein Leben, seine Werke und seine Zeitgenossen. 2 Bände (3 Teile). Vogel, Leipzig 1866–1872 (ab 2. Auflage, Vogel, Leipzig 1898: Winkelmann und seine Zeitgenossen. 3 Bände).
- Diego Velazquez und sein Jahrhundert. 2 Bände. Cohen, Bonn 1888.
  - Bd. 1 Digitalisat und Volltext im Deutschen Textarchiv
  - Bd. 2 Digitalisat und Volltext im Deutschen Textarchiv
- Murillo. E. A. Seemann, Leipzig 1892.
- Miscellaneen aus drei Jahrhunderten spanischen Kunstlebens. 2 Bände. Grote, Berlin 1908.
  - Band 1 Digitalisat (Universitätsbibliothek Heidelberg)
  - Band 2 Digitalisat (Universitätsbibliothek Heidelberg)
- Briefe aus Italien (Herausgegeben und mit einem Vorwort versehen von Heinrich Kayser), Friedrich Cohen, Bonn 1922.
- Spanische Reisebriefe (Herausgegeben und mit einem Vorwort versehen von Heinrich Kayser) Friedrich Cohen, Bonn 1923.  Digitalisat (Universitätsbibliothek Heidelberg)
- Moderne Irrtümer. Briefe und Aphorismen. Hrsg., mit Anmerkungen und einem Vorwort von Johannes Rößler. Matthes & Seitz, Berlin 2012.